# Кортацці Іван Єгорович
Іван Єгорович Кортацці (25 вересня 1837, Ізмаїл — 13 вересня 1903, Миколаїв) — російський астроном, викладач геодезії та астрономії, офіцер Корпусу військових топографів, дійсний статський радник.

## Біографія
Походив з впливової одеської родини грецького походження Кортацці. Народився 1837 року в Ізмаїлі. Онук Івана Кортацці, венеціанського консула в Смірні. Син Єгора Кортацці, одеського купця 1-ї гільдії та віцепрезидента комерційного суду. У 1853 році вступив юнкером до Волинського піхотного полку, з яким брав участь у Кримській кампанії і був поранений під час оборони Севастополя. 11 квітня 1854 року отримав звання підпрапорщика. У 1855 році отримав поранення, 27 квітня отримав орден СВ.Георгія, 29 квітня того року був підвищений до прапорщика.
У 1858—1860 роках навчався на геодезичному відділенні Миколаївської академії Генерального штабу, 1858 року стає підпоручиком, 1860 року — поручиком, у 1860—1862 роках проходив астрономо-геодезичну практику в Пулковській обсерваторії.
У 1862 році призначений на Північний Кавказ для проведення триангуляційних робіт. У 1863 році був підвищений до штабс-капітана, а в 1865 році — до капітана, отримав орден СВ. Станіслава 3-го ступеню.
В 1866 році обраний ад'юнкт-астрономом Пулковської обсерваторії, викладав вищу геодезію та практичну астрономію в Миколаївській академії Генерального штабу в Санкт-Петербурзі.
У 1867 році здійснив експедицію до Східної Фракії для визначення найвигіднішого напряму продовження російського градусного виміру за меридіаном. Під час цього скористався можливістю зібрати значну кількість цікавих топографічних відомостей у районі малодослідженої частини території Османської імперії, що дозволило внести суттєві виправлення географічні карти місцевості вздовж траси майбутньої тріангуляційної мережі. За цю роботу був нагороджений султаном орденом «Меджідіє» 3-го ступеню.
1868 року отримав чин підполковника Корпусу військових топографів, в 1872 — полковника. Того ж року переведений в морське відомство зі зміною чину на колезького радника, призначений астрономом, а потім і директором Миколаївської морської обсерваторії.
У 1876 році став статським радником, а в 1887 році — дійсним статським радником.
13 вересня 1903 року Кортацці помер від запалення легень. Похований на Миколаївському міському цвинтарі.

## Родина
Дружина — Зинаїда Йосиповна Фієрковська
Діти:
- Георгій (1866 – 1932), генерал-майор, дежурний генерал при Верховному командувачі наприкінці Першої світової війни
- Сергій (1868 – ?)
- Андрій (1873 – після 1934), завідувач кафедри зрошення Одеського інженерно-меліоративного інституту

## Нагороди
- Відзнака Військового ордена (1855; за оборону Севастополя)
- Орден Святого Станіслава 3-го ступеня (1865)
- Орден Святого Володимира 4-го ступеня (1868)
- Орден Святого Станіслава 2-го ступеня (1870)
- Орден Святої Анни 2-го ступеня (1877)
- Орден Святого Володимира 3-го ступеня (1882)
- Орден Святого Станіслава 1-го ступеня (1891)
- Орден Святої Анни 1-го ступеня (1900)
- Відзнака бездоганної служби[ru] за XL років
- Медаль «За захист Севастополя»
- Медаль «У пам'ять війни 1853—1856»
- Медаль «На згадку про війну 1877—1878»
- Орден Меджида 3-го ступеня (Туреччина, 1869)
- Ім'я Кортацці вигравіруване на ювілейній медалі «На згадку про п'ятдесятиріччя Корпусу військових топографів[ru]. 1872»

## Наукові роботи
- 1881 — Кортацци И. Е. Отражательный инструмент Репсольда. Спб., Изд. Морского М-ва, 22 с, 1л.илл. (Отд.отт. из Морского сборника № 5).
- 1886 — Кортации И. Е. Наблюдения с помощью горизонтального маятника Ребер-Пашвица на Николаевской обсерватории. Спб., паровая скоропечатня П. О. Яблонского, б.г. 9 с (Отд.отт. из Изв. Рус. Астрон. о-ва, вып.5).
- 1891 — Kortazzi J. Hilfstafeln zur Berechnung цrtlicher Ephemeriden fur die Zeitbestimmungen nach der Zinger™schen Methode. Харьков, 30 с.
- 1892 — Кортацци И. Е. Определение широты по соответствующим высотам звезд вблизи меридиана. Спб., Военная типография, 16 с 1л.черт. (Отд.отт.из Изв. рус. Астрон.об-ва).
- 1895 — Кортацци И. Е. Наблюдения с помощью горизонтального маятника Ребер-Пашвица на Николаевской обсерватории. Спб. Паровая Скоропечатня П. О. Яблонского, 33 с с илл. (Отд.отт. из Изв. Рус. Астрон о-ва, вып.4).
- 1900 — Kortazzi J. Les perturbations du pendule horizontal a Nicolajew en 1897, 1898 et 1899. Б.м. 23 с (Отд.отт. из Gerland™s.Beitragen zur Geophysik. Bd.IV. Heft 3/4).
- 1900 — Kortazzi J. Les perturbations du pendule horizontal a Nicolajew en 1900. Б.м.,4 с.(Отд.отт. из Gerland™s Beitragen zur Geophysik Bd.V, Heft 4).
- 1900 — Kortazzi J. Catalogue de 5954 etoiles entre −2 10' et +1 10' de declinaison 1855 pour l™eguinoxe de 1875 deduit des observations faites au cercle meridien de l™Observatoire de la Marine imperiale a Nicolajew pendant les annees 1876a 1899. Leipzig.
- 1902 — Кортации И. Список сейсмических возмущений отмеченных горизонтальным маятником Ребер-Пашвица на Николаевской обсерватории в 1901 году. Николаев, 4 с, Отд.отт.